# Thomas Schnauz
Thomas Schnauz é um produtor de televisão e roteirista norte-americano, conhecido pela colaboração em Breaking Bad e Better Call Saul. Como reconhecimento, foi indicado ao Primetime Emmy Awards 2019.